# Илирска-Бистрица
Илирска-Бистрица (словен. Ilirska Bistrica, нем. Illyrisch Feistritz, итал. Villa del Nevoso) — город и община на юге Словении, вблизи границы с Хорватией. Расположен в регионе Нотраньска-Крашка. Население общины по данным на 2002 год составляет 14 234 человека; население самого города насчитывает 4869 человек.
Город используется туристами как стартовая точка для путешествия по горному плато Снежник, высшая точка которого составляет 1796 м (Велики-Снежник). Через общину протекает река Река, которая начинается на южных склонах горы Велики-Снежник и течёт на северо-запад.

## Известные уроженцы
- Драготин Кетте — словенский поэт.